# Perast
Perast (en serbe cyrillique Пераст, en italien Perasto) est un village du sud-ouest du Monténégro, dans la municipalité de Kotor.

## Histoire

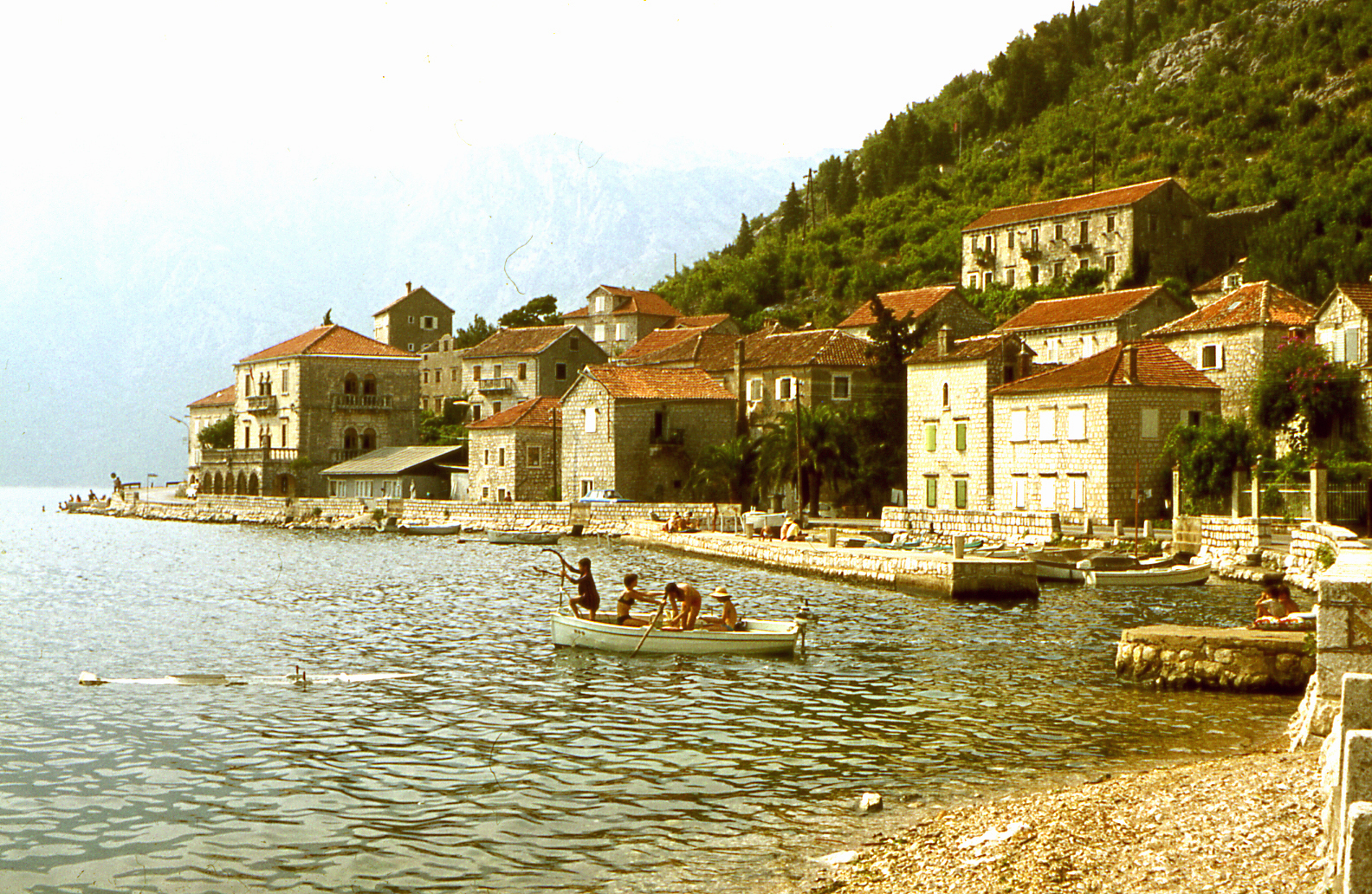
La plage de Perast en 1976

## Démographie

### Évolution historique de la population
| 1948 | 1953 | 1961 | 1971 | 1981 | 1991 |
| ---- | ---- | ---- | ---- | ---- | ---- |
| 412  | 478  | 544  | 637  | 651  | 449  |